# Associação de Marinheiros e Fuzileiros Navais do Brasil
A Associação de Marinheiros e Fuzileiros Navais do Brasil (AMFNB) foi fundada em 25 de março de 1962.
O contexto das décadas anteriores era o de revoltas e lutas, inclusive por melhores condições de trabalho, maior respeito social e qualificação diante de equipamentos novos, acrescidas então pelos fatos sócio-políticos da Guerra Fria com a radicalização de discursos conservadores e progressistas na sociedade.

## História
O cabo João Barbosa de Almeida tomou posse como primeiro presidente no mesmo dia do registro da AMFNB em cartório. Servente do Centro de Armamento da Marinha, Almeida era conciliador, tendo boa relação com marinheiros e seus comandantes. Mesmo sem conseguir que o Ministério da Marinha deduzisse das mensalidades diretamente das folhas de pagamento, a AMFNB lançou seu jornal, A Tribuna do Mar, dirigido pelo cabo e secretário-geral da associação Moacir Omena.
O primeiro número d'A Tribuna do Mar registra as principais atividades da entidade: assistência médica (ginecológica, de ambulatório, clínica e de análise), distribuição gratuita de remédios, assistência jurídica com a contratação de quatro advogados, convênio com agências de viagens da Guanabara para facilitar visitas dos marinheiros a seus familiares (com a Associação atuando como fiadora), criação de cursos de português e matemática para preparar candidatos à promoção para sargento, cursos de inglês e taquigrafia, e a criação de uma carteira de pecúlio para auxílio funerário e prêmio à natalidade.
Conforme se vê, o caráter inicial da associação era assistencialista com enfoque em atendimento médico e judicial, além de orientação educacional e comportamento através de acordos com a União Nacional dos Estudantes (UNE), que era já muito politizada.
A partir da segunda administração, a AMFNB amplia suas funções e discussões, passando a discutir e defender as Reformas de Base do presidente João Goulart, além de auxiliar na organização de subalternos das Forças Armadas. Naquela época, os marinheiros remeteram suas reivindicações à Revolta da Chibata, e João Cândido chegou a comparar na AMFNB para conversar e tirar foto com seu segundo presidente,  José Anselmo dos Santos, o Cabo Anselmo, tentando angariar a simpatia que a causa de 1910 alcançara nos meios de comunicação e na sociedade.
Tendo como inspiração a AMFNB, em junho de 1963 foi fundada a entidade embrionária Associação de Cabos da Força Aérea Brasileira (Acafab) cujas primeiras reuniões de cabos e soldados da Aeronáutica ocorreram na sede da própria AMFNB, conforme conta o ex-marinheiro Avelino Bioen Capitani.
Dias antes do golpe de 1964, a entidade não contava com apoio do ministro da Marinha, o almirante Sílvio Mota, e por isso era considerada ilegal. Portanto, foi decisiva a comemoração do segundo aniversário da AMFNB ocorrida na sede do Sindicato dos Metalúrgicos do Rio de Janeiro naquele ano, onde cerca de dois mil fuzileiros navais e marinheiros manifestavam protesto por conta da prisão de parte da diretoria da associação dias antes, pedindo a libertação dos presos políticos e o reconhecimento da entidade, reivindicando ainda melhorias para a classe e defendendo de maneira explícita as reformas de base do presidente João Goulart.

## Interpretações
Para muitos autores, o golpe de 1964 teria sido uma resposta ou consequência direta à revolta dos marinheiros da AMFNB. Seja como for, a sua forma organizada de resistência ativa tem sido fundamental para estudar e interpretar o momento imediatamente anterior ao golpe.